# Avtandil Ghoghoberidze
Avtandil Ghoghoberidze (in georgiano ავთანდილ ღოღობერიძე?, in russo Автандил Николаевич Гогоберидзе?, Avtandil Nikolaevič Gogoberidze; Sukhumi, 3 agosto 1922 – Tbilisi, 20 novembre 1980) è stato un calciatore sovietico, di ruolo attaccante.

## Carriera

### Nazionale
Ha disputato 3 incontri con la nazionale sovietica, mettendo a segno 1 goal.

## Palmarès
- Capocannoniere della Vysšaja Liga: 2

1951 (16 gol), 1953 (11 gol)